# Mont-fort
Mont-fort (aragonès) o Monforte de Moyuela (castellà) és un municipi d'Aragó situat a la província de Terol i enquadrat a la comarca de Jiloca.

## Personatges il·lustres
- Francisco Azorín Izquierdo, esperantista, arquitecte i diputat socialista a les Corts republicanes de 1931.